# Національний парк Алехандро-де-Гумбольдт
Національний парк Алехандро-де-Умбольдт (ісп. Parque Nacional Alejandro de Humboldt) — національний парк на Кубі, розташований на сході країни та названий на ім'я німецького дослідника Александера фон Гумбольдта, що відвудував парк в 1800-1801 роках. З 2001 року парк занесений до списку Світової спадщини ЮНЕСКО за велику різноманітність висот, літології, геологічних форм та велике число ендемічних видів флори і фауни.
Річки, що стікають з гір парку, є одними з найбільших у Вест-Індії, а сам парк є однією з найвологіших ділянок на Кубі, через що володіє великим біорізноманіттям. Площа парку 711,4 км², а його висоти — від рівня моря до 1168 м (гора Ель-Тольдо). Тут ростуть 16 з 28 ендемічних видів рослин Куби, зокрема Dracaena cubensis і Podocarpus ekman. Фауна представлена багатьма видами папуг, ящірок, колібрі, рідкісним кубинським щілинозубом, агуті та зміями.